# Deviate
Deviate est un groupe belge de metalcore et punk hardcore, originaire de Bruxelles. Le groupe est formé en 1991 et dissous en 2003.

## Historique
Le groupe est formé en 1989 à partir des deux groupes, Sixty Nine et Mental Disturbance, et comprend le chanteur Danny (Sixty Nine, Channel Zero, Angel Crew , Burning Time), le guitariste Michel Kirby (Length of Time, Arkangel,La Muerte) , le bassiste Christian Vankelst, Jo Dehennin et le batteur Laurens Kusters. Les membres, à cette période sont tous étudiants, En novembre 1992, le groupe enregistre son premier EP Small Traces of Life, publié par le label au début de 1993. L'album est produit par Frank von Bogaet.et le success est instantané ils rejoignent Fear Factory (Sony), Original Music Mortal Kombat I ) Au début de 1994 sort leur premier album studio, Crisis of Confidence. L'album est produit par André Gielen (Channel Zero) au Hilversum Bullet Sound Studio. En Allemagne, l'album est publié au label Massacre Records. Il est suivi par des concerts avec des groupes comme Motörhead, Biohazard et Dog Eat Dog. 
En mai 1995 sort le deuxième album du groupe, Wreck Style, Il est suivi par l'EP Cold Prejudice, édité pour le marché belge et sold out en deux semaines. En août 1996, le groupe tourne au Vans Warped Tour, avec Jo Dehennin comme second guitariste. L'affiche comprend Penny Wise , Ice -T et suis le cours de Skate démonstration de Tony Hawk et Steve Caballero leur héros . Ils enregistrent et publient leur nouvel album Thorn of the Living, après avoir recruté Freddy Cricien, de Madball, comme musicien invité et Jamie Locke comme producteur (SOIA, Madball, Kickback) . Le groupe se déplace ensuite à New York. Après une tournée  avec Backfire, le groupe joue sa première tournée au Japon. Ici, le groupe enregistre son premier album live, One by One. Après la sortie de l'album, en 1999, suit l'album studio State of Grace. Aux États-Unis, l'album est un succès commercial. La publication suit d'une tournée Européenne  et une autre au Japon. Tout en préparant l'album Red Asunder, le groupe joue avec Slayer, Pantera et Sepultura, Machine Head, VOD dans plusieurs festivalsJaponais (Beast Feast) Aréne de Yokohama en face de 65 000 spectateurs. Red Asunder est publié à l'été 2002. La version CD de l'album inclus un deuxième CD contenant ds chansons inédites et live. Le 5 décembre 2003, le groupe joue son dernier spectacle à Bruxelles (Ancienne Belgique). Des performances sont annoncées en 2009, mais annulées à la suite de divergences. Une reformation est à l'affiche pour 2019 avec les membres originaux.

## Membres

### Derniers membres
- Danny M - chant
- Kirby Michel - guitare
- Jo Dehennin - guitare
- Christian Vankelst - basse
- Laurens Kusters - batterie

### Ancien membre
- Xav - basse

## Discographie

### Albums studio
- 1994 : Crisis of Confidence
- 1996: Wreck Style
- 1998: Cold Prejudice
- 1997 : Thorn of the Living
- 1999 : State of Grace
- 1999 : One by One (Live in Japan)
- 2002 : Red Asunder

### EP et singles
- 1992 : Small Traces of Life (EP)
- 1994 : My Color (single)
- 1996 : Cold Prejudice (EP)

### Album live
- 1999 : One by One